# NGC 4373A
NGC 4373A is een lensvormig sterrenstelsel in het sterrenbeeld Centaur. Het hemelobject werd op 8 juni 1834 ontdekt door de Britse astronoom John Herschel.

## Synoniemen
- ESO 322-8
- MCG -6-27-26
- DCL 41
- IRAS 12229-3902
- PGC 40549